# スタディオ・ロメオ・メンティ (カステッランマーレ・ディ・スタービア)
スタディオ・ロメオ・メンティ（Stadio Romeo Menti）は、イタリア・カンパニア州ナポリ県カステッランマーレ・ディ・スタービアにあるサッカースタジアム。SSユーヴェ・スタビアがホームスタジアムとしている。リーグ戦使用時の収容人数は7,642人に制限されている。

## 名称
スタジアムの名称は、1940年代にスタビアに在籍し、1949年の「スペルガの悲劇」で亡くなったロメオ・メンティが由来。メンティの故郷であるヴェネト州ヴィチェンツァにも同名のスタジアムがある。